# Kannegala, Chamarajanagar
Kannegala là một làng thuộc tehsil Chamarajanagar, huyện Chamarajanagar, bang Karnataka, Ấn Độ.